# آلخاندرو گوسمان
آلخاندرو گوسمان (اسپانیایی: Alejandro Guzmán‎؛ زادهٔ ۸ دسامبر ۱۹۴۵) بازیکن بسکتبال اهل مکزیک بود. وی در بازی‌های المپیک تابستانی ۱۹۶۸ شرکت کرده‌است.